# Somogyi Gyula (mérnök)
Somogyi Gyula (Kozárd, 1836. április 1. – Bajmóc, 1917. június 7.) uradalmi főmérnök.

## Életútja
Somogyi Pál gazdatiszt és Dienes Terézia fia. Középiskoláit Losoncon a református líceumban végezte, aztán Budán a királyi József-műegyetemen folytatta tanulmányait, ahol mérnöki oklevelet nyert. 1874-től 1889-ig Nagyszombatban lakott, ahol részt vett a város társadalmi és magyarosodási mozgalmaiban, így a Magyar kör és a pozsonyi közművelődési egyesület létrehozásában, melynél nagyszombati fiókjának elnöke s megyebizottsági tag volt. 1889. novemberben költözött Bajmócra, ahol a magyarosodásnak szintén lelkes apostola volt.
Cikkeket, költeményeket és elbeszéléseket írt Tóth Kálmán Hölgyfutárjába, a Szépirodalmi Közlönybe (1858), Napkeletbe (hol Petőfi emlékezete c. költeményével jutalmat nyert), a Tavasz c. zsebkönyvbe (Pest, 1861. Tavaszi dalok) és a Délibábba; a Jókai Az Üstökösébe több humorisztikus verset írt «Gyere ide Gyere» és «Maróti Bor» álnevek alatt; a következő vidéki hirlapokba többnyire Kupa álnév alatt írt: Érsekújvár és Vidéke, a turócz-szent-mártoni Felvidéki Hiradó, Nagyszombat és Vidéke, Losoncz és Vidéke, a nyitrai Felvidéki Hirlap, Nyitramegyei Független Hirlap, Pozsonyvidéki Lapok, Pozsonymegyei Független Hirlap, Pozsonyvidéki Lapok, Pozsonymegyei Közlöny (1888-tól a lap felügyelő-bizottságának tagja és rendes munkatárs), Nyugatmagyarországi Hiradó (rendes munkatársa volt a neve alatt írt vezércikkekkel); ezen hírlapokban megjelent cikkei, elbeszélései három vaskos kötetet tennének ki.

## Munkája
- Nagy időkből kis történetek, Elbeszélések a kurucz világból és az 1848-49. szabadságharczból. A pozsonymegyei közművelődési egyesület nagyszombati fiókjának kiadása. Nagyszombat, 1907. (Az egyesületnek ajánlotta fel a munka tiszta jövedelmét. Ism. Budapesti Hirlap 122. sz., Pesti Hirlap máj. 15., Nyitram. Független Hirlap 21. sz.)